# История кондитерских изделий
История кондитерских изделий насчитывает более двух тысяч лет, кондитерские изделия были известны уже в Древнем Китае, Древней Индии, Древнем Египте, Древней Греции и Древнем Риме.

## Древний мир

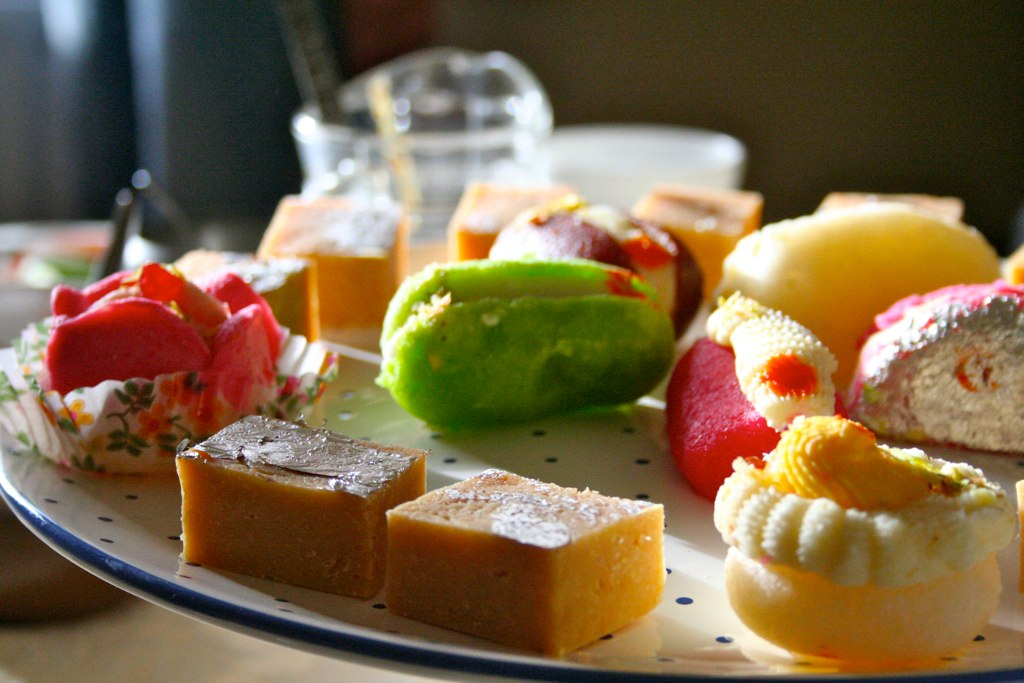
Некоторые из сотен видов индийских кондитерских изделий.В некоторых частях Индии они называются митхаи или сладостями. Сахар и десерты имеют долгую историю в Индии: примерно к 500 г. до н.э. люди в Индии разработали технологию производства кристаллов сахара. На местном языке эти кристаллы назывались кханда (खण्ड), что является источником английского слова candy («конфета»).

До того, как в древней Европе стал доступен сахар, кондитерские изделия были основаны на мёде. Мёд использовался в Древнем Китае, Древней Индии, Древнем Египте, Древней Греции и Древнем Риме для создания оболочки фруктов и цветов, чтобы сохранить их или приготовить сладости. Между VI и IV веками до нашей эры персы, а затем и греки установили контакт с индийским субконтинентом и его «тростником, который производит мёд без пчёл». Они заимствовали, а затем распространили сахар и выращивание сахарного тростника. Сахарный тростник изначально происходит из Индийского субконтинента и Юго-Восточной Азии.

## Средние века

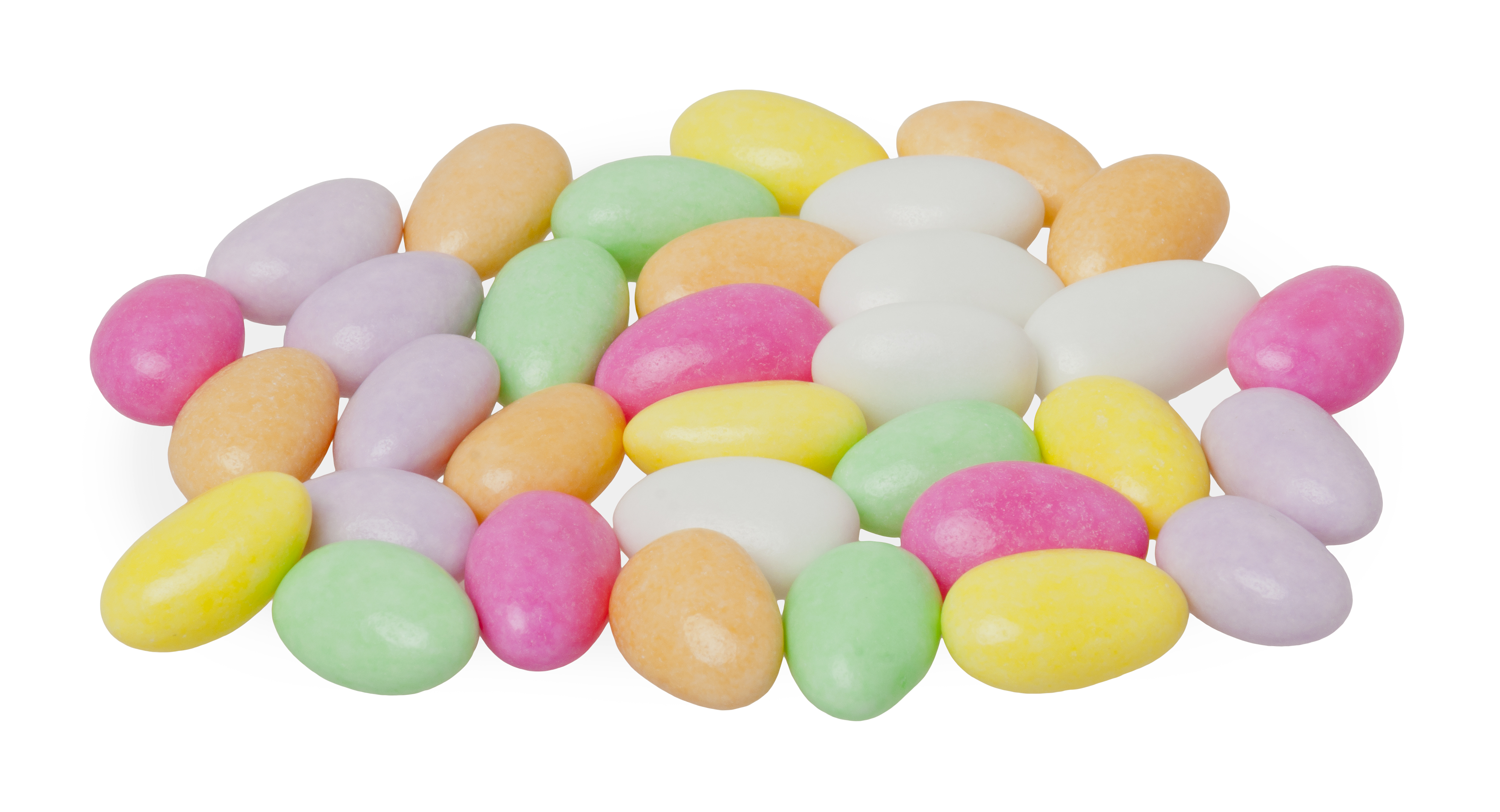
Иорданский миндаль. Засахаренные орехи или специи для немедицинских целей положили начало кондитерским изделиям в позднесредневековой Англии.

В средние века сахар стал предметом роскоши в Европе из-за его высокой стоимости и ограниченной доступности. Только богатые люди могли позволить себе сладости, приготовленные из сахара, что привело к созданию изысканных кондитерских изделий, в состав которых входили специи и консервированные фрукты.
В это же время аптекари начали использовать сахар для маскировки неприятных привкусов в лекарствах. Эта практика заложила основу того, что впоследствии стало современной кондитерской продукцией. К периоду позднего средневековья производство конфет превратилось в специализированное ремесло, овладев которым, кондитеры готовили различные виды сладостей.

## Новое время
С развитием технологий во время промышленной революции сахар стал более доступным благодаря снижению цен и усовершенствованию методов производства. Это привело к массовому производству конфет на фабриках, а не на домашних кухнях. Внедрение машин позволило разнообразить и повысить эффективность процессов приготовления конфет.

## XIX-XX века
XIX век ознаменовался значительным поворотным моментом в истории кондитерских изделий благодаря таким инновациям, как пресс для выпечки конфет, изобретенный Оливером Р. Чейзом в 1847 году, который автоматизировал производство леденцов. В эту эпоху появились культовые бренды, такие как Hershey's Milk Chocolate Bar (1900) и Mars Bars (1932), которые сделали шоколад широко доступным для потребителей по доступным ценам.
К началу XX века кондитерские стали популярными социальными центрами, где дети могли купить так называемые "конфетки за пенни" — лакомства, которые продавались всего по несколько центов за штуку. Это еще больше повлияло на распространение сладостей в США.

## Современная кондитерская культура
Сегодня мировая кондитерская индустрия стоит миллиарды долларов и предлагает широкий ассортимент — от традиционных кондитерских изделий, таких как шоколадные батончики, до современных инноваций, таких как веганские или органические конфеты.
Культурное значение сладостей продолжает расти. Во многих странах они являются неотъемлемой частью таких праздников, как день рождения, Хэллоуин и Рождество. Сладости вышли за рамки своей первоначальной роли простого угощения и теперь служат символами поощрения, радости, ностальгии и связи поколений.